# Senat de l'Argentina
El Senat de l'Argentina (oficialment i en castellà Senado de la Nación Argentina) és una de les dues cambres del Congrés de la Nació Argentina. És el principal òrgan federal del país i la seva composició i les competències es defineixen a la Constitució de l'Argentina. És presidit pel vicepresident del país (que només té vot quan cal desfer empats), i cada senador hi representa els interessos de la seva província o ciutat autònoma. Es compon de 72 membres, tres per cada província i tres per cada ciutat autònoma, escollits via vot directe per períodes de sis anys, renovats a terços cada dos anys i amb possibilitat de reelecció indefinida.